# Андретта
Андретта (італ. Andretta) — муніципалітет в Італії, у регіоні Кампанія,  провінція Авелліно.
Андретта розташована на відстані близько 260 км на південний схід від Рима, 95 км на схід від Неаполя, 50 км на схід від Авелліно.
Населення — 1956 осіб (2014).
Щорічний фестиваль відбувається 5 вересня. Покровитель — святий Антоній Падуанський.

## Демографія
Населення за роками:

Станом на 1 січня 2023 року в муніципалітеті офіційно проживало 65 іноземців з 18 країн, серед них 17 громадян країн Євросоюзу та 4 громадяни України.

## Сусідні муніципалітети
- Бізачча
- Кайрано
- Калітрі
- Конца-делла-Кампанія
- Гуардія-Ломбарді
- Морра-Де-Санктіс